# سيدي محمد دليل (سيدي امحمد دليل)
سيدي محمد دليل هي إحدى مشيخات المملكة المغربية، تتبع جغرافيا لإقليم شيشاوة وإداريًا لسيدي امحمد دليل. يقدر عدد سكانها بـ 2177 نسمة حسب الإحصاء الرسمي للسكان والسكنى لسنة 2004.